# Teenage Mutant Ninja Turtles (datorspelsserie)
Teenage Mutant Ninja Turtles har sedan 1989 varit en serie som blivit datorspel, mestadels av det japanska företaget Konami. De äldre spelen är främst baserade på 1987 års tecknade TV-serie, med inslag från spelfilmerna samt Archie- och Mirageserierna. Senare har även spel baserade på 2003 års TV-serie och 2012 års TV-serier, samt de nyare filmerna, gjorts.

## Lista över spel
| Titel                                                         | Årtal |
| ------------------------------------------------------------- | ----- |
| Teenage Mutant Ninja Turtles                                  | 1989  |
| Teenage Mutant Ninja Turtles                                  | 1989  |
| Teenage Mutant Ninja Turtles                                  | 1989  |
| Teenage Mutant Ninja Turtles II: Splinter Speaks              | 1990  |
| Teenage Mutant Ninja Turtles: Pizza Drop                      | 1990  |
| Teenage Mutant Ninja Turtles: World Tour                      | 1990  |
| Teenage Mutant Ninja Turtles: Fall of the Foot Clan           | 1990  |
| Teenage Mutant Ninja Turtles: Manhattan Missions              | 1991  |
| Teenage Mutant Ninja Turtles: Turtles in Time                 | 1991  |
| Teenage Mutant Ninja Turtles II: Back from the Sewers         | 1991  |
| Teenage Mutant Ninja Turtles III: The Manhattan Project       | 1991  |
| Teenage Mutant Ninja Turtles III: Shredder's Last Stand       | 1991  |
| Teenage Mutant Ninja Turtles: Basketball                      | 1991  |
| Teenage Mutant Hero Turtles                                   | 1991  |
| Teenage Mutant Hero Turtles: Four for Four                    | 1992  |
| Teenage Mutant Ninja Turtles: The Hyperstone Heist            | 1992  |
| Teenage Mutant Ninja Turtles III: Radical Rescue              | 1993  |
| Teenage Mutant Ninja Turtles: Tournament Fighters             | 1993  |
| Teenage Mutant Ninja Turtles: Dimension X Assault             | 1995  |
| Ninja Turtles: The Next Mutation                              | 1997  |
| Teenage Mutant Ninja Turtles                                  | 2003  |
| Teenage Mutant Ninja Turtles                                  | 2003  |
| Teenage Mutant Ninja Turtles 2: Battle Nexus                  | 2004  |
| Teenage Mutant Ninja Turtles 3: Mutant Nightmare              | 2005  |
| Teenage Mutant Ninja Turtles: Mutant Melee                    | 2005  |
| Teenage Mutant Ninja Turtles Fast Forward: Ninja Training NYC | 2005  |
| TMNT: Battle for the City                                     | 2006  |
| Teenage Mutant Ninja Turtles: Mutants and Monsters Mayhem     | 2006  |
| Teenage Mutant Ninja Turtles: Way of the Warrior              | 2006  |
| TMNT: The Power of 4                                          | 2006  |
| TMNT: Ninja Adventures -Mini-Game and Activity Centre         | 2007  |
| TMNT                                                          | 2007  |
| TMNT                                                          | 2007  |
| Teenage Mutant Ninja Turtles: The Ninja Tribunal              | 2009  |
| TMNT: The Shredder Reborn                                     | 2009  |
| Teenage Mutant Ninja Turtles: Smash-Up                        | 2009  |
| Teenage Mutant Ninja Turtles: Turtles in Time Re-Shelled      | 2009  |
| Teenage Mutant Ninja Turtles: Arcade Attack                   | 2009  |
| Teenage Mutant Ninja Turtles: Rooftop Run                     | 2013  |
| Teenage Mutant Ninja Turtles: Mutant Rumble                   | 2013  |
| Teenage Mutant Ninja Turtles: Out of the Shadows              | 2013  |
| Teenage Mutant Ninja Turtles                                  | 2013  |
| Teenage Mutant Ninja Turtles: Training Lair                   | 2014  |
| Teenage Mutant Ninja Turtles                                  | 2014  |
| Teenage Mutant Ninja Turtles                                  | 2014  |
| Teenage Mutant Ninja Turtles                                  | 2014  |
| Teenage Mutant Ninja Turtles: Danger of the Ooze              | 2014  |
| Teenage Mutant Ninja Turtles: Mutants in Manhattan            | 2016  |

### Fotnoter
1. ↑  ”Teenage Mutant Ninja Turtles licensees” (på engelska). Mobygames. http://www.mobygames.com/game-group/teenage-mutant-ninja-turtles-licensees. Läst 5 december 2015.